# 도전자
《도전자》(絶橋智多星, The Big Score)는 홍콩에서 제작된 왕정 감독의 1990년 영화이다. 이수현 등이 주연으로 출연하였고 왕천림 등이 제작에 참여하였다.

## 출연

### 주연
- 이수현
- 왕조현

### 조연
- 용방
- 우지울
- 소산
- 낙응균
- 임총
- 이조기
- 왕천림
- 황추생
- 왕정